# Ciotta János
Ciotta János (Giovanni de Ciotta) (Fiume, 1824. április 24. – Lovran, 1903. november 6.) olasz származású fiumei politikus, országgyűlési képviselő.

## Életpályája
A de Ciotta család Livornoból származott. Tanulmányait a katonai mérnöki akadémián végezte el. 1844-ben tisztként belépett a hadseregbe. Az osztrák mérnökhadtest tisztjeként az 1848-49-es hadjáratokban Olaszországban harcolt, és 1859-ig maradt a hadseregben. Livornoból 1859-ben érkezett Fiuméba, miután – állítólag politikai okokból – kilépett az osztrák hadseregből.
Deák Ferenc magyarországi politikáját végrehajtva gyorsan Deák Ferenc legbefolyásosabb politikai képviselőjévé vált a városban. Deák Ferencnek kezdetben kevés nyílt támogatója volt Fiumében, ahol Kossuth Lajost részesítették előnyben, tekintettel a helyi képviselője, Gaspare Matcovich által végzett agitációra, de fokozatosan kialakult egy Luigi Francovich által vezetett frakció, amely az 1860-as években Deák programja köré tömörült.
1869-ben fiumei polgárként Budapesten országgyűlési képviselővé választották. 1869-ben lett a Deák Körök szekciójának vezetője, amely később a Magyar Liberális Párt helyi fiókja lett, és mint ilyen, az első modern fiumei pártszervezet.
A magyar támogatás kulcsfontosságúnak bizonyult a fiumei kikötő fejlődéséhez, és ő volt a kulcsszereplője ennek biztosítására. 1872–1896 között – egy rövid 1884-es megszakítástól eltekintve – ő volt a város polgármestere. Az 1873-as pénzügyi válságot követően – amely 1875-ben csúcsosodott ki – a konzervatív liberális Deák-párt válságba került, amelyből csak a Tisza Kálmán vezette, nagyobb létszámú konzervatív balközép konzervatív párttal való egyesülés után maradt ki. Az "új" Magyarországi Liberális Párt 1875–1890 között kormányozta Magyarországot és Fiumét, ami az ő aranyéveit jelentette.
Vezetése alatt a város fejlődésének lenyűgöző szakasza kezdődött, amelyet a Fiumétól Budapestig tartó vasútvonal befejezése, a modern kikötő megépítése, valamint olyan modern ipari és kereskedelmi vállalkozások beindítása fémjelzett, mint a Magyar Királyi Tengerhajózási Társaság "Adria" és a Whitehead Torpedógyár, ahol az ő hozzájárulása kulcsfontosságú volt, mivel ő finanszírozta Robert Whitehead erőfeszítéseit egy életképes torpedó előállítására. 1885-ben elkészült a pazar új színház, amelyet a budapesti és a bécsi színház mintájára építettek, és amely 1884-ben politikai válságba került neki a növekvő építési költségek miatt. Katonai szolgálata alatt ismerkedett meg John Learddal, egy másik angol származású fiumei férfival. Vele együtt 1889-ben a Piano regolatore egy átfogó urbanizációs tervet terjesztett elő a város számára. Az új terv lefektette egy modern kereskedelmi város tervét, lerombolta a régebbi épületek és utak nagy részét, és bevezette a szabályos tervezést, ahogyan azt Budapesten és más korabeli városokban tették. 1891-ben elkészült az Acquedotto Ciotta, amely modern csatornázási és vízellátási rendszerrel látta el a várost. Számos emberbaráti kezdeményezés és intézmény alapítója is volt.
A "Ciotta-rendszer" 1896-ban válságba került, amikor Bánffy Dezső miniszterelnök központosító politikát kezdett Fiume felé. Ciotta – mivel nem tudta biztosítani az egyensúlyt Fiume és Magyarország között – lemondott és visszavonult a magánéletbe, követve gróf Batthyány Lajos kormányzót. Válaszként Michele Maylender, akit Luigi Ossoinack támogatott, új pártot alapított, az Autonóm Szövetséget, véget vetve a Magyar Liberális Párt fiumei uralmának.

## Díjai
- Szent-István rend (1886)
- Debrecen díszpolgára (1893)[4]
- a III. osztály vaskoronarend lovagja
- a Ferencz-József-rend középkeresztje
- az olasz Móricz-rend középkeresztje
- a Lázár-rend középkeresztje

## Fordítás
- Ez a szócikk részben vagy egészben  a   Giovanni de Ciotta című angol Wikipédia-szócikk ezen változatának fordításán alapul.  Az eredeti cikk szerkesztőit annak laptörténete sorolja fel. Ez a jelzés csupán a megfogalmazás eredetét és a szerzői jogokat jelzi, nem szolgál a cikkben szereplő információk forrásmegjelöléseként.